# Comuna Bansko, Blagoevgrad
Bansko  este una dintre cele 14 subdiviziuni administrative ale regiunii Blagoevgrad din Bulgaria. Cuprinde un număr de 8 localități ce însumau 13.125 locuitori la recensământul din 2011. Dintre localitățile componente, numai Bansko și Dobriniște au statut de oraș.
Aceste localități sunt:
- Bansko
- Mesta
- Gostun
- Obidim
- Dobriniște
- Osenovo
- Kremen
- Filipovo

## Demografie
Componența etnică a obștinei Bansko
     Bulgari (90,68%)
     Romi (1,72%)
     Nicio identificare (7,06%)
     Altele (0,75%)
La recensământul din 2011, populația comunei Bansko era de 13.125 locuitori. Din punct de vedere etnic, majoritatea locuitorilor (90,68%) erau bulgari, cu o minoritate de romi (1,72%). Pentru 7,06% din locuitori nu este cunoscută apartenența etnică.